# Eurata spegazzinii
Eurata spegazzinii är en fjärilsart som beskrevs av Jörgensen. Eurata spegazzinii ingår i släktet Eurata och familjen björnspinnare. Inga underarter finns listade i Catalogue of Life.